# 대구신당초등학교
대구신당초등학교는 대한민국 대구광역시 달서구 서당로 14에 있는 공립 초등학교이다.

## 학교 연혁
- 1994년 9월 1일 : 개교
- 1998년 3월 1일 : 대구신서초등학교 개교와 함께 분리 이관
- 2007년 3월 1일 : 대구호산초등학교 개교와 함께 분리 이관
- 2018년 2월 : 제23회 졸업식
- 2018년 3월 1일 : 15학급 편성 (특수 3학급 포함)

## 참고 자료
- 대구신당초등학교 - 한국교육학술정보원 학교알리미